# Pińczyce (gmina)
Pińczyce – dawna gmina wiejska, istniejąca do 1954 roku oraz w latach 1973–1976 w woj. kieleckim, śląskim, katowickim, stalinogrodzkim i częstochowskim (dzisiejsze woj. śląskie). Siedzibą gminy były Pińczyce.
Na początku okresu międzywojennego gmina Pińczyce należała do powiatu będzińskiego w woj. kieleckim. 1 stycznia 1924 roku część obszaru gminy Pińczyce weszła w skład nowej gminy Myszków. 1 stycznia 1927 roku gmina Pińczyce weszła w skład nowo utworzonego powiatu zawierciańskiego w tymże województwie.
Po wojnie gmina przez bardzo krótki czas zachowała przynależność administracyjną, lecz już 18 sierpnia 1945 roku została wraz z całym powiatem zawierciańskim przyłączona do woj. śląskiego (od 6 lipca 1950 roku pod nazwą woj. katowickie, a od 9 marca 1953 jako woj. stalinogrodzkie). 
Według stanu z dnia 1 lipca 1952 roku gmina składała się z 9 gromad: Będusz, Dziewki, Huta Stara, Leśniaki, Nowa Wioska, Pińczyce, Pustkowie-Potasznia, Zabijak i Żelisławice. Jednostka została zniesiona 29 września 1954 roku wraz z reformą wprowadzającą gromady w miejsce gmin. 
Gmina została reaktywowana 1 stycznia 1973 roku w powiecie myszkowskim w woj. katowickim. 1 czerwca 1975 roku gmina weszła w skład nowo utworzonego woj. częstochowskiego. 15 stycznia 1976 roku gmina została zniesiona przez połączenie ze znoszoną gminą Koziegłówki oraz dotychczasową gminą Koziegłowy w nową gminę Koziegłowy.